# Gakuya Horii
Gakuya Horii (堀井 岳也 Horii Gakuya?), född 3 juli 1975 i Yamanashi prefektur, är en japansk före detta fotbollsspelare.
Horii började sin karriär 1998 i Ventforet Kofu. Efter Ventforet Kofu spelade han för Montedio Yamagata och Consadole Sapporo. Han gick tillbaka till Ventforet Kofu 2006. Han avslutade karriären 2006.